# Andrzej Iwiński (żeglarz)

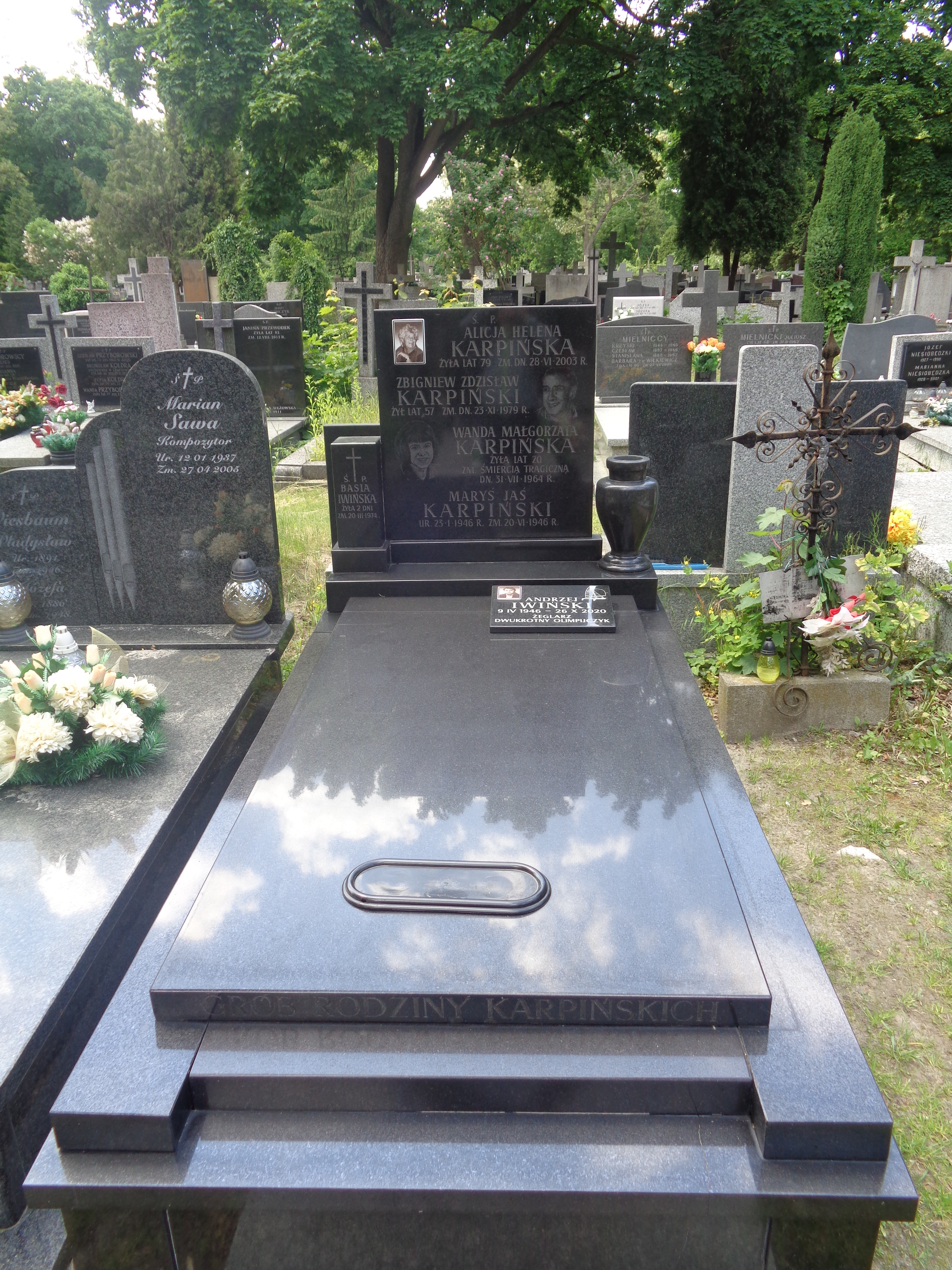
Grób Andrzeja Iwińskiego na Cmentarzu Bródnowskim w Warszawie

 Andrzej Iwiński (ur. 9 kwietnia 1946 w Warszawie, zm. 27 października 2020) – polski żeglarz, przedsiębiorca, olimpijczyk z Meksyku 1968 i Moskwy 1980. Syn Adama Tadeusza Iwińskiego.
Żeglarz pływający (od roku 1967) na jachtach klasy Latający Holender.
Mistrz Polski w latach 1968, 1974, 1979–1992.
Na igrzyskach olimpijskich w 1968 startując w klasie Latający Holender (partnerem był Ludwik Raczyński) zajął 24. miejsce. Na igrzyskach olimpijskich w roku 1980 zajął 11. miejsce w klasie Latający Holender (partnerem był Ludwik Raczyński).
Od roku 1975 prowadził własne przedsiębiorstwo produkujące tekstylia. Był pierwszym producentem tkaniny polar w Polsce. Pochowany został 5 listopada 2020 roku na cmentarzu Bródnowskim w Warszawie.